# Nizar Baraka
Pour les articles homonymes, voir Baraka.
 (mai 2019).
Si vous disposez d'ouvrages ou d'articles de référence ou si vous connaissez des sites web de qualité traitant du thème abordé ici, merci de compléter l'article en donnant les références utiles à sa vérifiabilité et en les liant à la section « Notes et références ».
Nizar Baraka (arabe :نزار بركة), né le 6 février 1964 à Rabat, est un économiste, et homme politique marocain, secrétaire général du Parti de l'Istiqlal depuis 2017. 
Le 7 octobre 2021, il est nommé ministre de l'Équipement et de l'Eau dans le gouvernement Akhannouch.

## Biographie

### Origines et famille
Nizar Baraka est le petit fils de Allal El Fassi. Il est le fils de Leila El Fassi, la fille de Allal El Fassi, et de Hassan Baraka. Il a épousé une membre de famille, Radia El Fassi, fille de Abbas El Fassi, et petite fille de Allal El Fassi.     
Il est père d'un enfant. Nizar Baraka a un frère, Hatim Baraka, et une sœur, Oum Ayman Baraka 

### Études
Après avoir obtenu son baccalauréat en 1981, il s'inscrit à la faculté de droit Mohammed V où il décroche un diplôme en économétrie. 
Il s'installe ensuite à Marseille afin de poursuivre ses études doctorales à l'université d'Aix-Marseille, il obtient son doctorat en sciences économiques en 1992.
Son Doctorat est intitulé "Méthodes comparées de choix de projets en vue de développement" et réalisé sous la direction du professeur Bertrand Munier .

### Parcours
Après une expérience dans le domaine de l’enseignement à la Faculté des sciences juridiques, économiques et sociales de l'université Mohammed V-Agdal et à l’Institut national de statistique et d'économie appliquée, il intègre le ministère des Finances en 1996.
Il assumera plusieurs postes de responsabilité, dont celui de chef de service de l’actualité économique à la Direction des études et des prévisions financières au ministère des Finances, puis chef de la Division de la Politique économique et chef de la Division des synthèses macro-économiques, avant d’être nommé directeur adjoint de la Direction des études et des prévisions financières en 2006.
Le 15 octobre 2007, il est nommé Ministre chargé des Affaires économiques et générales par Abbas El Fassi, le père de sa femme.
Le 3 janvier 2012, il devient ministre de l'Économie et des Finances dans le gouvernement Benkirane.
Le 9 juillet 2013, il présente sa démission au chef du gouvernement, à la suite de la décision prise par son parti l'Istiqlal de se retirer du gouvernement.
Le 21 août 2013, il est nommé président du Conseil économique, social et environnemental en remplacement de Chakib Benmoussa, nommé ambassadeur du Maroc en France. 
Il reste en poste jusqu'au 3 décembre 2018, lorsque Ahmed Reda Chami est nommé par Mohammed VI pour lui succéder.

## Parcours politique
Il est issu de la famille El Fassi, qui historiquement contrôle l'Istiqlal.
Il rejoint les rangs du Parti de l'Istiqlal en 1981 puis est élu membre du conseil national du parti (1989), membre du comité central (1998), puis membre du comité exécutif entre 2003 et 2012. Il est vice-président de l'Internationale africaine des partis du centre depuis 2005.
Il est ministre délégué chargé des Affaires économiques et générales dans le gouvernement Abbas El Fassi, membre de sa famille, entre 2007 et 2011. 
Il est ministre de l'Économie et des Finances du gouvernement Benkiran I avant la sortie de l'Istiqlal de la majorité en juillet 2013.
Il est ensuite président du Conseil économique, social et environnemental de août 2013 à décembre 2018. 
En avril 2017, il se déclare candidat à la succession de Hamid Chabat au poste de secrétaire général du Parti de l'Istiqlal. Le 7 octobre 2017, il est élu secrétaire général du parti de l'Istiqlal par le conseil national du parti, par 924 votes contre 230 votes pour son rival Abdelhamid Chabat.
Il a également piloté le dialogue stratégique Maroc-États-Unis sur le volet économique et dirigé le comité scientifique de la COP22. 
Depuis octobre 2021, il est ministre de l'Équipement et de l'Eau dans le gouvernement Akhannouch. 

## Distinctions
Nizar Baraka reçoit le prix de « Meilleur ministre des Finances de la région MENA pour l’année 2012 » et « ministre des Finances de l'année 2012 » par The Banker, groupe de presse de référence du Financial Times.
Il reçoit également le titre de « ministre des Finances de l'année pour le Moyen-Orient et Afrique du Nord en 2013 » par le magazine Emerging markets, référence de la Banque mondiale et du Fonds monétaire international.